# Crima lui Sylvestre Bonnard
Crima lui Sylvestre Bonnard (în franceză Le Crime de Sylvestre Bonnard) este primul roman al lui Anatole France, care a fost publicat în 1881. Cu această lucrare, una dintre primele sale scrie în întregime în proză, s-a făcut cunoscut ca romancier; anterior el era cunoscut în primul rând ca poet afiliat cu parnasianismul. Romanul a primit premiul Academiei Franceze. 
În 1929 a fost adaptat într-un film mut francez cu același titlu. 

## Rezumat
Sylvestre Bonnard, membru al Institutului, este istoric și filolog, înzestrat cu o mare erudiție. Trăiește printre cărți și se lansează în cercetarea, în Sicilia și la Paris, a prețioaselor manuscrise ale versiunii franceze a Legendei de Aur, pe care o obține în cele din urmă. Întâmplător întâlnește o tânără fată pe nume Jeanne, fiica unei femei pe care a iubit-o cândva. Pentru a proteja copila de tutorele ei abuziv, Maitre Mouche, el o ia să locuiască cu el, iar ea ajunge să se căsătorească cu Henri Gelis, unul dintre elevii lui Bonnard. 